# Johnny Acosta
Jhonny Gerardo Acosta Zamora (San Carlos, Alajuela, Costa Rica, 21 de julio de 1983) es un futbolista costarricense que juega como defensa en el Pitbulls F.C. de la Segunda División de Costa Rica.

## Trayectoria

### Inicios
Johnny Acosta nació el 21 de julio de 1983 en el poblado Abundancia de Ciudad Quesada de San Carlos, siendo hijo adoptivo de Celina Zamora y Carlos Acosta. Luego de vivir dos años en esa localidad, cambió de residencia ya que su padre encontró trabajo como guarda en el colegio Salvador Umaña y creció en Mozotal de Ipís en Goicoechea. Cursó la primaria en la escuela Los Ángeles, pasó la secundaria en el Salvador Umaña y durante esta etapa fue tomado en cuenta para el equipo de fútbol de su pueblo. Sus padres gastaron de sus ahorros para comprarle la indumentaria y el viaje a un torneo en Estados Unidos. Aunque en ocasiones tenía escasez de recursos, Acosta se abrió paso en el deporte para llegar a la categoría infantil, juvenil y de alto rendimiento del Saprissa dirigidas por Edson Soto.

### Fusión Tibás
El defensa hizo su debut con Fusión Tibás el 22 de agosto de 2004, en el inicio del torneo de Segunda División contra Osa. El 29 de diciembre de 2004, Acosta se proclama campeón del Torneo de Apertura luego de vencer a San Carlos, serie en la que el jugador aportó un gol en el duelo de ida.
El 28 de mayo de 2005, su equipo pierde la final de ascenso ante Santacruceña donde Johnny fue titular en los dos compromisos.

### Saprissa de Corazón
Acosta continuó vinculado al club tibaseño aunque la franquicia fuera renombrada como Saprissa de Corazón. Estuvo en el comienzo de la temporada 2005-06 de la segunda categoría, en la victoria por 5-1 sobre Puntarenense. En la siguiente fecha, en el partido contra Belén, Johnny salió expulsado al minuto 66'. Su equipo pudo clasificarse a la cuadrangular como tercero de grupo, pero en esta ronda no le alcanzó para llegar a la final.

### Santos de Guápiles
A mediados de 2006, Acosta llegó a un acuerdo para incorporarse al Santos de Guápiles, de la Primera División.
Realizó su debut en el máximo circuito el 6 de agosto de 2006, por la primera jornada del Torneo de Apertura frente al Deportivo Saprissa, en el Estadio Ebal Rodríguez. Acosta apareció en el once inicial del entrenador Vladimir Quesada, salió de cambio al minuto 76' por Steven Calderón y el marcador terminó en derrota por 1-3. En toda la temporada acumuló catorce participaciones.
El 4 de mayo de 2008, tras la última fecha de la fase regular del Campeonato de Verano, su club descendió oficialmente a la Segunda División.
Acosta se quedó en el equipo y disputó la temporada en la segunda categoría. El 21 de diciembre de 2008, se proclama campeón del Torneo de Apertura mediante la victoria en penales sobre Barrio México. El 7 de junio de 2009, vence en la final nacional al conjunto mexicanista para ganar el ascenso. Acosta, en el juego de vuelta ingresó de cambio al minuto 81' por Leonardo Araya.
Volvió a disputar un partido de Primera División el 25 de julio de 2009, por la fecha inaugural del Campeonato de Invierno en el empate sin goles contra el Brujas.

### L. D. Alajuelense
A partir del 2 de julio de 2010, Acosta se incorporó a los entrenamientos con Alajuelense y fue confirmado como nuevo refuerzo del club, llegando recomendado por el técnico Óscar Ramírez quien lo había dirigido en su etapa en el Santos.
El 24 de julio de 2010 jugó su primer partido como liguista, en la victoria de local por 2-0 ante el Cartaginés, donde ingresó de cambio al comienzo del segundo tiempo por Argenis Fernández. Acosta se convirtió en un futbolista clave en la zona defensiva e inamovible de la titularidad, incluso relegando al que fuera el capitán Luis Marín. El 5 de septiembre hizo el gol que sentenció el triunfo de 3-1 sobre Herediano. El 19 de diciembre, en la final de vuelta del Campeonato de Invierno contra Herediano, Johnny quedó fuera de disputar el partido tras ser expulsado en el juego anterior, pero pudo celebrar el título de su equipo luego de vencer a los florenses en penales.
El 14 de mayo de 2011, Acosta obtiene su segundo título de liga tras las victorias en las finales sobre San Carlos.
El futbolista tuvo su primer contacto en el ámbito internacional de la Liga de Campeones de la Concacaf al jugar el 16 de agosto de 2011 contra el Monarcas Morelia de México, dándose el resultado 1-0 a favor de los erizos. En esa misma parte de la temporada pero en el certamen local, el 18 de diciembre se hace con el Campeonato de Invierno en los penales de desempate ante el Herediano en el Estadio Rosabal Cordero.
El 22 de julio de 2012 se coronó campeón con los manudos en la primera edición de la Supercopa de Costa Rica al vencer con marcador de 2-0 al Herediano en el Estadio Nacional. El 22 de diciembre de ese año obtiene su quinto título oficial y el cuarto de liga después de superar en la final de Invierno de nuevo al conjunto florense, esta vez en tiempos suplementarios.

### Dorados de Sinaloa
El 27 de diciembre de 2012, la directiva del club Alajuelense confirmó el interés del Dorados de Sinaloa de México en fichar al jugador. Finalmente, el 2 de enero de 2013, se oficializó la llegada de Acosta al cuadro mexicano por un periodo inicial de seis meses a préstamo, con alternativa de compra por un año.
Debutó en el Torneo de Clausura 2013 de Liga de Ascenso el 18 de enero, por la tercera fecha contra Lobos en Estadio Olímpico de la BUAP. Acosta participó en la totalidad de los minutos con la dorsal «13» y el resultado concluyó en derrota por 3-0. El 9 de marzo convirtió su primer gol de la campaña sobre Toros Neza al minuto 73', para darle el triunfo a su equipo por 1-0. Alcanzó un total de diez partidos disputados y marcó dos anotaciones.

### L. D. Alajuelense
El 7 de junio de 2013, tras no ser considerado en el draft, termina regresando a Alajuelense. Además renovó su contrato por tres años.
El 17 de agosto fue su debut en el Campeonato de Invierno 2013, siendo titular la totalidad de los minutos en el empate 2-2 contra Limón. Cerró con éxito este torneo el 22 de diciembre con el título «29» de la institución alajuelense frente al Herediano en penales —tras los empates sin anotaciones en los tiempos regulares—.
Posteriormente, quedó subcampeón de los torneos de Verano 2014, Verano 2015, Invierno 2015 y Verano 2016.
El 23 de agosto de 2016, el equipo rojinegro anunció la rescisión del futbolista en mutuo acuerdo. Poco después se conoció que uno de los motivos de su salida fue el encontronazo que tuvo con el técnico José Giacone a quien le respondió de manera inapropiada al frente de los demás compañeros, donde incluso casi se llevó a golpes con el estratega.

### C. S. Herediano
El 28 de agosto de 2016, Acosta fue contratado por el Herediano y firmó por tres torneos cortos. Su debut como florense en el Campeonato de Invierno se dio el 18 de septiembre, donde fue titular con la dorsal «33» en el empate 2-2 contra Pérez Zeledón. Tan solo en su segunda presentación, el 22 de septiembre salió expulsado en el partido que enfrentó a Belén. El 30 de octubre consiguió su primer gol sobre San Carlos. El 15 de diciembre, su equipo debió conformarse con el subcampeonato del torneo.
El 21 de mayo de 2017, se proclama campeón del Verano 2017 tras derrotar en los dos juegos de la final al Deportivo Saprissa.
El 23 de diciembre de 2017, obtiene el subcampeonato del Torneo de Apertura al perder la final contra Pérez Zeledón.

### Rionegro Águilas
El 10 de enero de 2018, Acosta dejó Herediano para firmar por un año a préstamo en Rionegro Águilas de Colombia.
Hizo su debut el 3 de febrero de 2018, en el inicio del Torneo de Apertura contra el Deportivo Pasto y fue titular en la totalidad de los minutos. Alcanzó un total de quince apariciones.

### East Bengal
El 6 de julio de 2018, Johnny fue confirmado como nuevo refuerzo del East Bengal de la India. Debutó con gol el 2 de septiembre sobre el Mohun Bagan al minuto 45'. El partido terminó empatado a dos anotaciones. En la Calcutta Football League, Acosta tuvo tres apariciones y marcó dos tantos.
Posteriormente debutó en la I-League el 27 de octubre de 2018, con la victoria de visita 0-2 contra el NEROCA. En la temporada obtuvo dieciocho presencias. Su equipo se quedó a un punto del líder Chennai City. El 16 de abril de 2019 anunció su salida del club.

### La U Universitarios
El 26 de junio de 2019, el defensa regresó a su país y se incorporó a La U Universitarios.
Su debut en el Torneo de Apertura 2019 debió esperar hasta el 8 de septiembre, cuando participó en la totalidad de los minutos contra el Santos de Guápiles. En este certamen alcanzó doce participaciones y en una ocasión salió expulsado.
El 30 de enero de 2020, Acosta fue una opción para reforzar el Deportivo Saprissa, pero al día siguiente, el club universitario decidió mantenerlo en su plantilla a pesar de la oferta del cuadro morado.

### East Bengal
Tras el fichaje frustrado del Saprissa, el 13 de febrero de 2020, se confirmó la salida de Acosta de nuevo a la India para jugar por segunda vez en el East Bengal. Disputó su único partido el 9 de marzo como titular en la victoria 0-1 sobre el Real Kashmir.

### Deportivo Saprissa
El 31 de julio de 2020, Acosta se convirtió en nuevo refuerzo del Deportivo Saprissa por un torneo corto. El 4 de agosto fue presentado formalmente en conferencia de prensa, donde se le asignó la dorsal «3».
Comenzó la nueva temporada el 15 de agosto de 2020, por la primera fecha del Torneo de Apertura con la victoria 4-0 de local sobre Limón. Acosta se estrenó con la camiseta morada al ingresar de cambio por Alexander Robinson previo al segundo tiempo. Concretó su primer gol el 8 de noviembre, tras aprovechar un mal despeje del portero de Pérez Zeledón para solamente enviar el balón adentro. De esta manera, su gol significó el que sentenció el triunfo por 4-0. El 25 de noviembre se confirmó la baja del jugador por lesión por cuatro semanas, perdiéndose el resto de la competencia. El 16 de diciembre quedó fuera del equipo debido al fin de su contrato.

### Pérez Zeledón
El 7 de enero de 2021, el Pérez Zeledón anunció la llegada de Acosta al equipo. El 19 de mayo quedó fuera del club una vez finalizado el Torneo de Clausura, en el que tuvo solamente ocho participaciones.

### Municipal Santa Ana
Desde el año 2023 juega en el Municipal Santa Ana es un equipo de fútbol de Costa Rica que juega en la Segunda División de Costa Rica, la segunda categoría de fútbol en el país. (2023-Act.)

## Selección nacional
El 18 de marzo de 2011, el entrenador Ricardo La Volpe de la Selección de Costa Rica, anunció la lista de convocados para los amistosos de fecha FIFA, en la cual Acosta apareció por primera vez. El 29 de marzo hizo su debut internacional enfrentando al combinado de Argentina en el Estadio Nacional. Johnny completó la totalidad de los minutos en el empate sin goles.

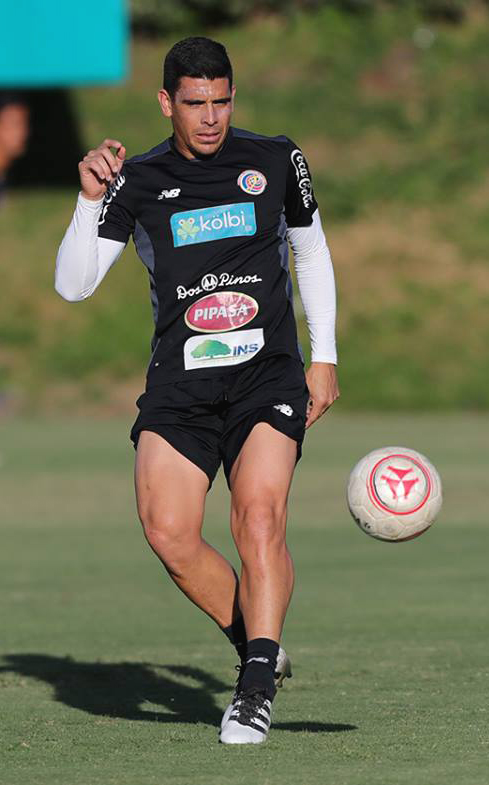
Johnny Acosta en un entrenamiento previo a la Copa América Centenario.

El 20 de mayo de 2011, Acosta entró en la nómina oficial de La Volpe para jugar la Copa de Oro de la Concacaf. Tuvo titularidad en los tres partidos de la fase de grupos contra Cuba, El Salvador y México, así como del duelo por los cuartos de final ante Honduras que se llevó a los penales, serie que perdió su combinado.
El 13 de junio de 2011, el defensa volvió a ser tomado en cuenta por el estratega en la disputa de la Copa América. Debutó el 2 de julio en el Estadio 23 de Agosto contra Colombia, siendo titular en la pérdida por 1-0. El 7 de julio su equipo ganó por 0-2 a Bolivia y cuatro días después se presentó la derrota de 3-0 ante Argentina, con estos resultados quedando eliminado en primera fase.
El 29 de agosto de 2012, con Jorge Luis Pinto en el puesto de entrenador, Acosta fue convocado por primera vez para afrontar la eliminatoria mundialista de Concacaf. El 7 de septiembre debutó en esta instancia en la derrota por 0-2 de local contra México.
El 6 de septiembre de 2013, Johnny convirtió su primer gol en selección sobre Estados Unidos al minuto 2', de un cabezazo derivado de un tiro de esquina de Joel Campbell. El partido finalizó en victoria por 3-1. El 10 de septiembre, con el empate 1-1 frente a Jamaica, el cuadro costarricense selló su clasificación directa al Mundial de Brasil 2014.
El 12 de mayo de 2014, el entrenador de la selección costarricense, Jorge Luis Pinto, incluyó a Acosta en la convocatoria preliminar con miras a la Copa Mundial de Brasil. Finalmente, fue confirmado en la nómina definitiva de veintitrés jugadores el 30 de mayo. El 14 de junio fue la primera fecha del certamen máximo, en la que su grupo enfrentó a Uruguay en el Estadio Castelão de Fortaleza. Johnny permaneció en la suplencia y pese a tener el marcador en contra, su nación logró revertir la situación y ganar con cifras de 1-3. El 20 de junio, en la Arena Pernambuco contra Italia, el defensa repetiría su posición como suplente en la victoria ajustada 0-1. Para el compromiso de cuatro días después ante Inglaterra en el Estadio Mineirão, el resultado se consumió empatado sin goles. El 29 de junio, por los octavos de final contra Grecia, Acosta pudo hacer su debut tras ingresar de cambio al minuto 77' por Cristian Gamboa, con el motivo de reforzar la zona defensiva ante la expulsión de Óscar Duarte. La serie se llevó a los penales para decidir al clasificado y su conjunto triunfó mediante las cifras de 5-3. Su participación concluyó el 5 de julio, como titular en la totalidad de los minutos en la pérdida en penales contra Países Bajos, después de haber igualado 0-0 en el tiempo regular.
El 25 de agosto de 2014, el director técnico Paulo Wanchope incluyó a Acosta en su nómina para desarrollar la Copa Centroamericana en Estados Unidos. El defensor fue titular en los dos partidos del grupo contra Nicaragua y Panamá, así como en la final ante Guatemala, serie que ganó su selección para proclamarse campeón.
El 5 de noviembre de 2015, Acosta fue seleccionado para iniciar la eliminatoria de Concacaf hacia la Copa del Mundo. El 13 de noviembre se dio el primer partido de la cuadrangular frente a Haití, en el Estadio Nacional. Johnny recibió la confianza del entrenador para hacerse con un puesto en la titular, y su escuadra ganó el compromiso por 1-0. El 25 de marzo de 2016 convirtió su segundo gol internacional en el Estadio Nacional de Kingston sobre Jamaica, para salvar el empate de 1-1.
El 2 de mayo de 2016, el director técnico Ramírez anunció la lista preliminar de 40 jugadores que podrían ser considerados para jugar la Copa América Centenario donde se incluyó a Johnny. El 16 de mayo terminó siendo ratificado en la nómina que viajó a Estados Unidos, país organizador del evento. El 4 de junio se llevó a cabo el primer juego del torneo contra Paraguay en el Estadio Citrus Bowl de Orlando. Acosta completó la totalidad de los minutos en el empate sin goles. Tres días después, fue nuevamente titular en la derrota por 4-0 ante Estados Unidos. El 11 de junio participó del último juego del grupo que finalizó en victoria por 2-3 sobre Colombia en el Estadio NRG de Houston. Con los resultados presentados, la escuadra costarricense se ubicó en el tercer puesto con cuatro puntos y por lo tanto eliminada de la competencia.

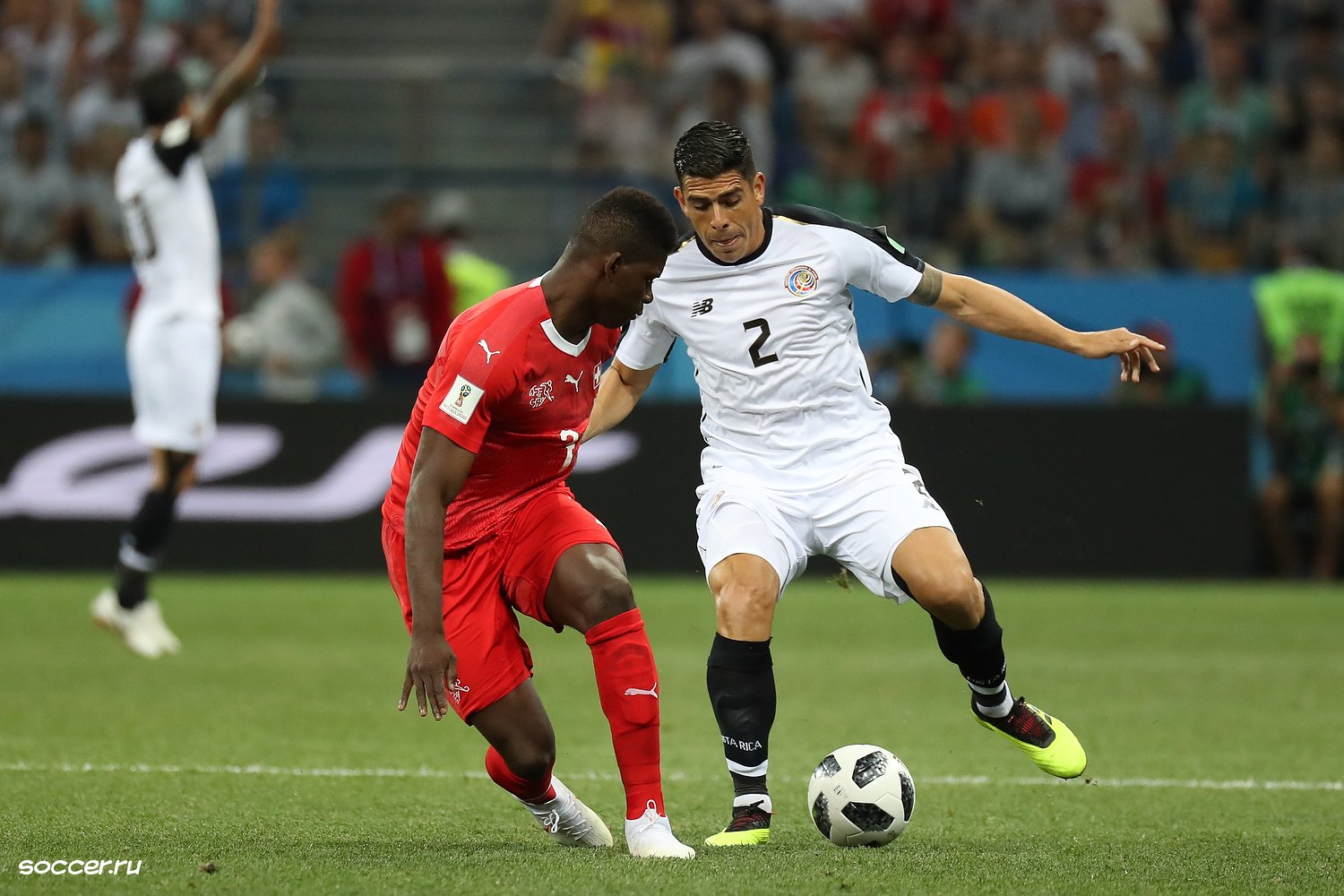
Acosta conduciendo el balón en el partido contra Suiza en el Mundial 2018.

El 2 de enero de 2017, el defensa se hizo con un lugar en la lista de jugadores de Ramírez que participaron en la Copa Centroamericana. Acosta fue el capitán en los cinco compromisos de su selección.
El jugador fue incluido, el 16 de junio de 2017, en la nómina para la realización de la Copa de Oro de la Concacaf que tuvo lugar en Estados Unidos. El 7 de julio se disputó el primer encuentro del certamen en el Red Bull Arena de Nueva Jersey, lugar donde se efectuó el clásico centroamericano contra Honduras. Johnny Acosta completó la totalidad de los minutos y, por otra parte, su compañero Rodney Wallace brindó una asistencia a Ureña al minuto 38' para que concretara el único gol de su nación para la victoria ajustada de 0-1. Cuatro días posteriores se dio el segundo cotejo ante Canadá en el BBVA Compass Stadium, escenario en el cual prevaleció la igualdad a un tanto. El 14 de julio quedó en la suplencia en el último compromiso por el grupo frente a Guayana Francesa en el Estadio Toyota de Frisco, Texas. El conjunto de Costa Rica se impuso 3-0 para asegurar un lugar a la siguiente ronda como líder de la tabla con siete puntos. Su selección abrió la jornada de los cuartos de final el 19 de julio en el Lincoln Financial Field de Philadelphia, Pennsylvania, contra Panamá. Un testarazo del rival Aníbal Godoy mediante un centro de David Guzmán, al minuto 76', provocó la anotación en propia puerta de los panameños, lo que favoreció a su combinado en la clasificación a la otra instancia por el marcador de 1-0. La participación de su escuadra concluyó el 22 de julio en el AT&T Stadium, con la única pérdida en semifinales de 0-2 ante Estados Unidos.
El 7 de octubre de 2017, participó en el compromiso donde su selección selló la clasificación al Mundial de Rusia tras el empate 1-1 contra Honduras en el último minuto.
El 14 de mayo de 2018, entró en la lista oficial de veintitrés futbolistas para disputar la Copa Mundial. El 17 de junio debuta en la competencia como titular en la totalidad de los minutos, en el juego inaugural contra Serbia en el Cosmos Arena de Samara (derrota 0-1). El 22 de junio repitió su rol de estelar en el duelo frente a Brasil, cotejo que finalizó con una nueva pérdida siendo con cifras de 2-0. Su país se quedaría sin posibilidades de avanzar a la siguiente ronda de manera prematura. El 27 de junio, ya en el partido de trámite enfrentando a Suiza en el Estadio de Nizhni Nóvgorod, el marcador reflejó la igualdad a dos anotaciones para despedirse del certamen.

### Participaciones internacionales
| Evento                          | Sede           | Resultado        | Posición | Partidos | Goles |
| ------------------------------- | -------------- | ---------------- | -------- | -------- | ----- |
| Copa de Oro de la Concacaf 2011 | Estados Unidos | Cuartos de final | 6/12     | 4        | 0     |
| Copa América 2011               | Argentina      | Fase de grupos   | 9/12     | 3        | 0     |
| Copa Mundial de 2014            | Brasil         | Cuartos de final | 8/32     | 2        | 0     |
| Copa Centroamericana 2014       | Estados Unidos | Campeón          | 1/7      | 3        | 0     |
| Copa América Centenario         | Estados Unidos | Fase de grupos   | 10/16    | 3        | 0     |
| Copa Centroamericana 2017       | Panamá         | Cuarto lugar     | 4/6      | 5        | 0     |
| Copa de Oro de la Concacaf 2017 | Estados Unidos | Semifinales      | 4/12     | 4        | 0     |
| Copa Mundial de 2018            | Rusia          | Fase de grupos   | 28/32    | 3        | 0     |

### Participaciones en eliminatorias
| Eliminatoria               | Sede   | Resultado   | Posición | Partidos | Goles |
| -------------------------- | ------ | ----------- | -------- | -------- | ----- |
| Clasificación Mundial 2014 | Brasil | Clasificado | 2.ª      | 9        | 1     |
| Clasificación Mundial 2018 | Rusia  | Clasificado | 2.ª      | 13       | 1     |

## Estadísticas

### Clubes
Actualizado al último partido jugado el 3 de marzo de 2021.
| Santos de Guápiles Costa Rica |               |               |     |    |    |    |    |     |     |    |
| 1.ª | 2006-07       | 14            | 0   | —  | —  | —  | —  | 14  | 0   |    |
| 1.ª | 2007-08       | 15            | 0   | —  | —  | —  | —  | 15  | 0   |    |
| 1.ª | 2009-10       | 28            | 0   | —  | —  | —  | —  | 28  | 0   |    |
| Total club | Total club    | 57            | 0   | —  | —  | —  | —  | 57  | 0   |    |
| L. D. Alajuelense Costa Rica |               |               |     |    |    |    |    |     |     |    |
| 1.ª | 2010-11       | 34            | 1   | —  | —  | —  | —  | 34  | 1   |    |
| 1.ª | 2011-12       | 10            | 0   | —  | —  | 6  | 0  | 16  | 0   |    |
| 1.ª | 2012          | 21            | 3   | 1  | 0  | 4  | 0  | 26  | 3   |    |
| Total club | Total club    | 65            | 4   | 1  | 0  | 10 | 0  | 76  | 4   |    |
| Dorados de Sinaloa México |               |               |     |    |    |    |    |     |     |    |
| 2.ª | 2013          | 10            | 2   | 4  | 0  | —  | —  | 14  | 2   |    |
| Total club | Total club    | 10            | 2   | 4  | 0  | —  | —  | 14  | 2   |    |
| L. D. Alajuelense Costa Rica |               |               |     |    |    |    |    |     |     |    |
| 1.ª | 2013-14       | 35            | 1   | 0  | 0  | 6  | 0  | 41  | 1   |    |
| 1.ª | 2014-15       | 40            | 3   | 2  | 0  | 8  | 0  | 50  | 3   |    |
| 1.ª | 2015-16       | 36            | 2   | 5  | 0  | —  | —  | 41  | 2   |    |
| 1.ª | 2016          | 5             | 0   | —  | —  | —  | —  | 5   | 0   |    |
| Total club | Total club    | 116           | 6   | 7  | 0  | 14 | 0  | 137 | 6   |    |
| C. S. Herediano Costa Rica |               |               |     |    |    |    |    |     |     |    |
| 1.ª | 2016-17       | 27            | 3   | —  | —  | 2  | 0  | 29  | 3   |    |
| 1.ª | 2017-18       | 19            | 2   | —  | —  | —  | —  | 19  | 2   |    |
| Total club | Total club    | 46            | 5   | —  | —  | 2  | 0  | 48  | 5   |    |
| Rionegro Águilas Colombia |               |               |     |    |    |    |    |     |     |    |
| 1.ª | 2018          | 15            | 0   | —  | —  | —  | —  | 15  | 0   |    |
| Total club | Total club    | 15            | 0   | —  | —  | —  | —  | 15  | 0   |    |
| East Bengal India |               |               |     |    |    |    |    |     |     |    |
| 1.ª | 2018          | 3             | 2   | —  | —  | —  | —  | 3   | 2   |    |
| 1.ª | 2018-19       | 18            | 0   | 0  | 0  | —  | —  | 18  | 0   |    |
| Total club | Total club    | 21            | 2   | 0  | 0  | —  | —  | 21  | 2   |    |
| La U Universitarios Costa Rica |               |               |     |    |    |    |    |     |     |    |
| 1.ª | 2019-20       | 15            | 0   | —  | —  | —  | —  | 15  | 0   |    |
| Total club | Total club    | 15            | 0   | —  | —  | —  | —  | 15  | 0   |    |
| East Bengal India |               |               |     |    |    |    |    |     |     |    |
| 1.ª | 2020          | 1             | 0   | —  | —  | —  | —  | 1   | 0   |    |
| Total club | Total club    | 1             | 0   | —  | —  | —  | —  | 1   | 0   |    |
| Deportivo Saprissa Costa Rica |               |               |     |    |    |    |    |     |     |    |
| 1.ª | 2020-21       | 13            | 1   | 0  | 0  | 1  | 0  | 14  | 1   |    |
| Total club | Total club    | 13            | 1   | 0  | 0  | 1  | 0  | 14  | 1   |    |
| Pérez Zeledón Costa Rica |               |               |     |    |    |    |    |     |     |    |
| 1.ª | 2021          | 8             | 0   | —  | —  | —  | —  | 8   | 0   |    |
| Total club | Total club    | 8             | 0   | —  | —  | —  | —  | 8   | 0   |    |
| Total carrera | Total carrera | Total carrera | 367 | 20 | 12 | 0  | 27 | 0   | 406 | 20 |
| (1) No incluye datos de Segunda División con Fusión Tibás, Saprissa de Corazón y Santos de Guápiles. (2) Incluye datos de la Supercopa de Costa Rica (2012-20) / Copa México (2013) / Torneo de Copa (2013-15) / Super Copa India (2019). (3) Incluye datos de la Liga de Campeones de la Concacaf (2011-16) / Liga Concacaf (2020). (4) No incluye goles en partidos amistosos. |               |               |     |    |    |    |    |     |     |    |

### Selección
Actualizado al último partido jugado el 27 de junio de 2018.
| Costa Rica |                 |    |   |    |   |   |   |    |    |    |   |
| 2011 | 7               | 0  | — | —  | — | — | 5 | 0  | 12 | 0  |   |
| 2012 | —               | —  | 3 | 0  | — | — | 1 | 0  | 4  | 0  |   |
| 2013 | —               | —  | 6 | 1  | — | — | 2 | 0  | 8  | 1  |   |
| 2014 | 3               | 0  | — | —  | 2 | 0 | 4 | 0  | 9  | 0  |   |
| 2015 | —               | —  | 2 | 0  | — | — | 4 | 0  | 6  | 0  |   |
| 2016 | 3               | 0  | 5 | 1  | — | — | 3 | 0  | 11 | 1  |   |
| 2017 | 9               | 0  | 6 | 0  | — | — | — | —  | 15 | 0  |   |
| 2018 | —               | —  | — | —  | 3 | 0 | 4 | 0  | 7  | 0  |   |
| Total selección | Total selección | 22 | 0 | 22 | 2 | 5 | 0 | 23 | 0  | 72 | 2 |
| (1) Incluye datos de la Copa Oro de la Concacaf (2011-17) / Copa América (2011-16) / Copa Centroamericana (2014-17). (2) Incluye datos de la Eliminatoria de Concacaf para la Copa Mundial (2012-17). (3) Incluye datos de la Copa Mundial (2014-18). |                 |    |   |    |   |   |   |    |    |    |   |

#### Goles internacionales
| Núm. | Fecha                   | Lugar                                  | Rival          | Gol | Resultado | Competición                  |
| ---- | ----------------------- | -------------------------------------- | -------------- | --- | --------- | ---------------------------- |
| 1    | 6 de septiembre de 2013 | Estadio Nacional, San José, Costa Rica | Estados Unidos | 1-0 | 3-1       | Eliminatoria al Mundial 2014 |
| 2    | 25 de marzo de 2016     | Estadio Nacional, Kingston, Jamaica    | Jamaica        | 1-1 | 1-1       | Eliminatoria al Mundial 2018 |

## Palmarés

### Títulos nacionales
| Título                         | Club                | País       | Año       |
| ------------------------------ | ------------------- | ---------- | --------- |
| Segunda División de Costa Rica | Santos de Guápiles  | Costa Rica | 2009      |
| Primera División de Costa Rica | L.D. Alajuelense    | Costa Rica | 2010      |
| Primera División de Costa Rica | L.D. Alajuelense    | Costa Rica | 2011      |
| Primera División de Costa Rica | L.D. Alajuelense    | Costa Rica | 2011      |
| Supercopa de Costa Rica        | L.D. Alajuelense    | Costa Rica | 2012      |
| Primera División de Costa Rica | L.D. Alajuelense    | Costa Rica | 2012      |
| Primera División de Costa Rica | L.D. Alajuelense    | Costa Rica | 2013      |
| Primera División de Costa Rica | C. S. Herediano     | Costa Rica | 2017      |
| Segunda División de Costa Rica | Municipal Santa Ana | Costa Rica | 2023-2024 |

### Títulos internacionales
| Título               | Equipo     | País           | Año  |
| -------------------- | ---------- | -------------- | ---- |
| Copa Centroamericana | Costa Rica | Estados Unidos | 2014 |